# 贝济耶站
贝济耶站是法国的一个铁路车站，位于法国南部城市贝济耶。

## 位置
贝济耶站位于贝济耶市区的南部，奥尔布河（L'Orb）左岸。车站大致呈东西走向，开口朝北。

## 设施
贝济耶站设有人工售票窗口，其开放时间如下：
- 周一至五：04:00~00:00
- 周六、周日及节假日：05:00~00:00

此外，贝济耶站还设有自动售票机和自动售货机，并配有一个小型候车室。

## 停靠线路
以下列车线路在贝济耶站停靠：
| 贝济耶站列车线路表                                   |            |               |                 |                 |
| 线路                                                 | 车种       | 上一站        | 下一站          | 大致运行频率    |
| 巴黎—贝济耶/佩皮尼昂                                 | TGV        | 塞特/阿格德   | （终点）/纳博讷 | 每天6趟左右     |
| 马赛—马德里                                          | AVE(RENFE) | 塞特          | 纳博讷          | 每天1趟         |
| 巴黎—巴塞罗那                                        | TGV        | 塞特          | 纳博讷          | 每天2趟左右     |
| 里昂—巴塞罗那                                        | TGV        | 塞特          | 纳博讷          | 每天2趟         |
| 布鲁塞尔/里尔—佩皮尼昂                               | TGV        | 塞特          | 纳博讷          | 每周2趟左右     |
| 里昂—图卢兹                                          | TGV        | 塞特          | 纳博讷          | 每天3趟左右     |
| 马赛—图卢兹/波尔多                                   | INTERCITÉS | 塞特          | 纳博讷          | 每天7趟         |
| 克莱蒙费朗—贝济耶                                    | INTERCITÉS | 贝达里约      | （终点）        | 每天1趟         |
| 阿维尼翁/马赛/尼姆/蒙彼利埃—佩皮尼昂/塞尔贝尔/波尔沃 | TER        | 阿格德        | 纳博讷          | 每天15趟左右    |
| 阿维尼翁/马赛/尼姆/蒙彼利埃—纳博讷/卡尔卡松/图卢兹   | TER        | 阿格德/维亚斯 | 尼桑/纳博讷     | 每天9趟左右     |
| 纳博讷→芒德                                          | TER        | 纳博讷        | 塞特            | 每天1趟（单向） |
| 圣谢利达普谢/米约/贝达里约—贝济耶                    | TER        | 马加拉        | （终点）        | 每天4趟左右     |
| 1. 2.                                                |            |               |                 |                 |

## 配套交通

### 长途汽车
| 停靠贝济耶的大巴车 |                                  |                                                                                     |
| 上下车地点         | 运营单位                         | 主要目的地                                                                          |
| 贝济耶站站前广场   | Eurolines                        | 巴黎、巴塞罗那、马赛、尼斯                                                          |
| 贝济耶站站前广场   | Isilines                         | 巴黎、奥尔良、克莱蒙费朗、波尔多                                                    |
| 贝济耶站站前广场   | SNCF                             | - 贝达里约 - （当某条铁路线施工或罢工时，SNCF可能会提供途径该线路沿途站点的大巴车） |
| 贝济耶站站前广场   | 埃罗省城际客运 Hérault Transport | 贝达里约、蒙图利耶、尼桑莱藏塞吕讷、莱斯皮尼昂                                      |
| 贝济耶汽车站       | 埃罗省城际客运 Hérault Transport | 蒙彼利埃、科尔内扬、皮内、塞尔维扬、马尔塞扬                                        |
| 贝济耶汽车站       | Flixbus                          | 波尔多、图卢兹、马赛、尼斯                                                          |
| 1. 2. 3. 4.        |                                  |                                                                                     |

### 市内交通
| 贝济耶站附近的公交线路 |                                        |                                       |
| 公交车站名称           | 位置                                   | 停靠线路                              |
| Gare SNCF              | 贝济耶站正门                           | 3路、7路、8路、13路、16路、18路、23路 |
| Les Poètes Gare SNCF   | 贝济耶站正门对面（仅由东向西单向设站） | 9路、13路、18路                       |
| 1.                     |                                        |                                       |

### 社会车辆
贝济耶站门口设有社会车辆停车场。

## 临近车站
| 贝济耶站（Gare de Béziers）          |                   |          |
| 上行车站                             | 线路              | 下行车站 |
| 尼桑站                               | 波尔多—塞特铁路   | 维亚站   |
| （起点）                             | 贝济耶—讷萨格铁路 | 马加拉站 |
| - 本表仅显示运营中的线路及车站 1. 2. |                   |          |